# Boomiverse
Boomiverse è il terzo album in studio da solista del rapper statunitense Big Boi, pubblicato nel 2017.

## Tracce
1. Da Next Day (feat. Big Rube) – 2:34
2. Kill Jill (feat. Killer Mike & Jeezy) – 4:25
3. Mic Jack (feat. Adam Levine) – 3:22
4. In The South (feat. featuring Gucci Mane & Pimp C) – 4:05
5. Order of Operations – 3:39
6. All Night (feat. LunchMoney Lewis) – 4:01
7. Get Wit It (feat. Snoop Dogg) – 4:39
8. Overthunk (feat. Eric Bellinger) – 3:27
9. Chocolate (feat. Trozé) – 3:01
10. Made Man (feat. Killer Mike & Kurupt) – 3:48
11. Freakanomics (feat. Sleepy Brown) – 4:32
12. Follow Deez (feat. Curren$y & Killer Mike) – 3:53